# Ewangelia Andrzeja
Ewangelia Andrzeja – niezachowana do czasów współczesnych apokryficzna ewangelia, wspomniana przez Augustyna (Contra Advers. Leg. et Prophet., I, 20) i w Dekretach Pseudo-Gelazjańskich (V, 3, 7). Część badaczy przypuszcza, że jest ona identyczna z apokryficznymi Dziejami Andrzeja.